# Barry Sanders
Barry Sanders (Wichita, Kansas, 16 de julio de 1968) es un exjugador estadounidense de fútbol americano en la posición de running back, que jugó toda su carrera profesional con los Detroit Lions de la National Football League. Es un miembro de los salones de la fama universitario y profesional, fue clasificado por NFL Top 10 como el corredor más elusivo en la historia de la NFL, y también encabezó la lista de los jugadores más grandes que nunca llegaron a un Super Bowl. Promedió más de 1500 yardas terrestres por temporada, pero Sanders se retiró a tan solo 1457 yardas del primer lugar en la lista de corredores de todos los tiempos en ese entonces.

## Primeros años
Sanders tiene ocho hermanas y dos hermanos. Nativo de Wichita, Kansas, Sanders asistió a la Wichita North High School. Sanders inició como tailback en su segundo año, pero le cedió el puesto a su hermano Byron el año siguiente. Sanders no se volvió el running back titular hasta el cuarto juego de su último año. Corrió para 1417 yardas en los últimos siete juegos de la temporada, lo que le dio todos los honores del estado. Durante ese lapso de siete partidos, Sanders promedió 10.2 yardas por acarreo. Él fue, sin embargo, pasado por alto por la mayoría de los reclutas colegiales debido a su altura de 1.70 m. Aunque fue un atleta estelar, Sanders solo tuvo becas de Emporia State, Tulsa, y Oklahoma State.

## Carrera universitaria
Sanders jugó para los Oklahoma State Cowboys de 1986 a 1988, y vistió el número 21. Durante sus primeros dos años, él daba respaldo al All-American  Thurman Thomas. En 1987, lideró nacionalmente en yardas por regreso de patada de salida (31.6), mientras que también corría para más de 600 yardas y anotó 8 touchdowns. Thomas continuó en la NFL, y Sanders se volvió el titular para su tercer año.
En 1988, en lo que ha sido llamada la más grande temporada individual en la historia del fútbol universitario, Sanders lideró a nivel nacional al promediar 7.6 yardas por acarreo y más de 200 yardas por juego, incluyendo el correr para más de 300 yardas en cuatro juegos. A pesar de su carga masiva de trabajo de 344 acarreos, Sanders fue aún utilizado como el regresador de patadas de salida y de despeje del equipo, y se sumó otras 516 yardas en equipos especiales. Impuso récords universitarios de temporada con 2628 yardas por acarreo, 3248 yardas totales, 234 puntos, 39 touchdowns, 37 touchdowns por tierra, 5 juegos consecutivos de 200 yardas, anotó al menos 2 touchdowns en 11 juegos consecutivos, y 9 veces anotó al menos 3 touchdowns. Sanders también corrió para 222 yardas y anotó 5 touchdowns en sus tres cuartos de acción en el Holiday Bowl - un juego que no estuvo incluido en sus estadísticas de temporada. Sanders ganó el Trofeo Heisman como el jugador más destacado de la temporada. Sanders jugó en la misma defensa de la OSU con el futuro entrenador de Oklahoma State Mike Gundy, quien fue el quarterback titular. Decidió después dejar Oklahoma State antes de su temporada de último año para entrar en el draft de la NFL.

### Estadísticas colegiales
Las siguientes son las estadísticas colegiales de Barry Sanders. Nótese que las estadísticas universitarias incluyen los tazones jugados por Sanders en 1987 y 1988, los cuales previamente a 2002 no eran incluidos en estadísticas oficiales de carrera en la NCAA.
|           |        | Corriendo | Corriendo | Corriendo | Corriendo  | Recibiendo  | Recibiendo | Recibiendo |
| Temporada | Equipo | Intentos  | Yardas    | Promedio  | Touchdowns | Recepciones | Yardas     | Touchdowns |
| --------- | ------ | --------- | --------- | --------- | ---------- | ----------- | ---------- | ---------- |
| 1986      | OSU    | 74        | 325       | 4.4       | 2          | 0           | 0          | 0          |
| 1987      | OSU    | 111       | 622       | 5.6       | 8          | 4           | 59         | 1          |
| 1988      | OSU    | 373       | 2850      | 7.6       | 42         | 19          | 106        | 2          |
|           | Total  | 558       | 3797      | 5.9       | 52         | 23          | 165        | 3          |

## Carrera profesional
Los Detroit Lions seleccionaron a Sanders con la tercera selección global del draft de la NFL de 1989, gracias a la promoción del entonces entrenador Wayne Fontes. La gerencia de los Lions consideró seleccionar a otro Sanders, el cornerback Deion Sanders, pero Fontes los convenció de seleccionar a Barry. Se le ofreció el número 20, el cual había sido vestido por anteriores grandes jugadores de los Lions como Lem Barney y Billy Sims.
Aunque había preocupaciones en relación con su tamaño, Sanders probó ser muy rápido para los que los defensores lo golpearan de manera sólida, y muy fuerte para ser derribado con tacleos con el brazo. A pesar de su relativamente corta estatura de 1.73 m, su peso de 91 kg con una gran porción de ese peso en sus piernas, le proveía de una buena aceleración y un centro de masas muy bajo; su peso era el mismo que el de Walter Payton y solo ligeramente inferior que el promedio de la NFL para un defensor.
En contraste con muchos de los jugadores estelares de su época, Sanders fue notorio también por su humildad en el campo. A pesar de su llamativo estilo de juego, Sanders fue raramente visto celebrando después de sonar el silbato. En vez de eso, prefería dar el balón a un réferi o felicitar a sus compañeros de equipo.
En 1989 Sanders perdió su campamento de entrenamiento anual de novato debido a una disputa contractual. Él corrió para dieciocho yardas en su primer acarreo durante la temporada regular, y anotó un touchdown en ese primer partido. Finalizó la temporada como segundo en la NFL en yardas por tierra y touchdowns después de declinar volver al campo en el juego final de temporada regular a solo 10 del ganador del récord (ganado posteriormente por Christian Okoye), y ganó el Premio al Novato del Año de la NFL.
Barry fue el corredor distintivo de los Lions que llegaron a la postemporada cinco veces durante los años 1990s (1991, 1993, 1994, 1995, y 1997). Fue miembro de las escuadras que en 1991 y 1993 ganaron el título de la división NFC Central; y el equipo que en 1991 ganó 12 juegos de temporada regular (un récord de franquicia).
En 1994, Sanders corrió para 1883 yards, con un promedio de 5.7 yardas por acarreo. También totalizó 283 yardas por recepción, lo que le dio un combinado de 2166 yardas desde la línea de scrimmage para la temporada. Fue nombrado el Jugador Ofensivo del Año de la NFL. En 1995, Sanders tuvo 1500 yardas por tierra con 398 yardas por recepción. En 1996 corrió para 1553 yardas con un mínimo de carrera de 147 yardas por recepción.
La mejor temporada de Sanders llegó en 1997 cuando se volvió un miembro del club de las 2000 yardas por tierra. Después de un inicio en el cual ganó 53 yardas en 25 acarreos en los primeros dos juegos de la temporada, Sanders corrió para un récord de la NFL de 14 juegos consecutivos de 100 yardas, incluyendo dos actuaciones de 200 yardas, en camino para obtener 2053 yardas. Al alcanzar las 2000 yardas se volvió entonces el tercer jugador en hacerlo en una sola temporada y el primero desde O. J. Simpson en correr para 2000 yardas en un lapso de 14 juegos consecutivos. Fue el primer running back en correr para 1500 yardas en cinco temporadas y el único en hacerlo por cuatro años consecutivos. Al final de la temporada, Sanders compartió el Premio al Jugador Más Valioso de la NFL de Associated Press con el QB de Green Bay Brett Favre.
| Semana | Equipo | Acarreos | Yardas | Promedio |
| ------ | ------ | -------- | ------ | -------- |
| 1      | ATL    | 15       | 33     | 2.2      |
| 2      | TB     | 10       | 20     | 2.0      |
| 3      | en CHI | 19       | 161    | 8.5      |
| 4      | en NO  | 18       | 113    | 6.3      |
| 5      | GB     | 28       | 139    | 5.0      |
| 6      | en BUF | 25       | 107    | 4.3      |
| 7      | en TB  | 24       | 215    | 9.0      |
| 8      | NYG    | 24       | 105    | 4.4      |
| 9      | en GB  | 23       | 105    | 4.6      |
| 10     | en WAS | 15       | 105    | 7.0      |
| 11     | MIN    | 19       | 108    | 5.7      |
| 12     | IND    | 24       | 216    | 9.0      |
| 13     | CHI    | 19       | 167    | 8.8      |
| 14     | en MIA | 30       | 137    | 4.6      |
| 15     | en MIN | 19       | 138    | 7.3      |
| 16     | NYJ    | 23       | 184    | 8.0      |
| 1997   | TOTAL  | 335      | 2,053  | 6.1      |

En su última temporada en la NFL, 1998, corrió para 1491 yardas, y finalizó su racha de cuatro años corriendo para más de 1500 yardas en una temporada.
A pesar de su éxito individual, los Lions nunca alcanzaron el Super Bowl mientras Sanders estuvo con el equipo. Lo más cercano que estuvieron fue en la temporada 1991. Con ayuda de las 1855 yardas combinadas por acarreo y recepción y 17 touchdowns de Sanders 17 durante la temporada, el equipo alcanzó una marca de 12–4 y derrotó a los Dallas Cowboys 38–6 en los juegos divisionales de postemporada, que fue entonces la única victoria en postemporada de Detroit desde que derrotaran a los Cleveland Browns para ganar el Partido de Campeonato de 1957 de la NFL. Los Lions perdieron después con los Washington Redskins 41–10 en el juego de Campeonato de la NFC, y Sanders fue contenido para tener solo 59 yardas totales en el juego.
En la carrera de Sanders, alcanzó estatus de Pro Bowl en todas sus 10 temporadas. Sanders fue nombrado All-Pro de primer equipo ocho veces de 1989–1991 y 1993–1997 y All-Pro de segundo equipo dos veces en 1992 y 1998. Sanders fue también nombrado All-NFC de 1989-1992 a 1994-1997. Fue nombrado Jugador Ofensivo del Año en 1994 y 1997, Jugador Más Valioso de la NFL en 1997, y fue nombrado al equipo NFL All-Decade de los años 1990.
El escritor de Sports Illustrated Paul Zimmerman escribió:

"It doesn't matter where the play is blocked; he'll find his own soft spot... The scheme doesn't matter with Sanders. He can run from any alignment. While other people are stuck with joints, he seems to have ball bearings in his legs that give him a mechanical advantage...Sanders' finest runs often occur when he takes the handoff and, with a couple of moves, turns the line of scrimmage into a broken field...Nobody has ever created such turmoil at the point of attack as Sanders has...Knock on wood, he seems indestructible..."
No importa dónde sea bloqueada la jugada; él encontrará su propio punto débil... El esquema no importará con Sanders. Él puede correr desde cualquier alineación. Mientras que otras personas están pegadas con juntas, él parece tener cojinetes en sus piernas que le dan una ventaja mecánica... Los mejores acarreos de Sanders ocurren cuando toma la bola y, con un par de movimientos, transforma la línea de scrimmage en un campo roto... Nadie ha creado jamás tal confusión en el punto de ataque como Sanders... Toco madera, él parece indestructible...

### Retiro
Sanders sorprendió a muchos cuando anunció que se retiraba del fútbol americano profesional. Su retiro se hizo público faxeando una carta a The Wichita Eagle, el periódico de su lugar natal en julio de 1999.
Dejó el fútbol americano saludable, obtuvo 15269 yardas por tierra, 2921 yardas por recepción y 109 touchdowns (99 corriendo y 10 recibiendo). Se retiró a corta del récord de Walter Payton de yardas por tierra de 16726 yardas.
Dos años previos a su retiro, Sanders había renovado su contrato con los Lions por 35.4 millones de dólares por más de seis años con un bono por firmar de 11 millones de dólares. Los Lions demandaron que él regresara 5.5 millones del bono. Sanders se rehusó, y los Lions oficializaron la demanda. El 15 de febrero de 2000, un árbitro dictaminó que Sanders tenía que reponer inmediatamente 1.833 millones de dólares, o un sexto del bono, con el bono restante a ser reembolsado sobre cada uno de los tres años que Sanders había dejado en el contrato que estipulaba que permanecía retirado. Previo al dictamen, Sanders ofreció pagar los 5.5 millones enteros a cambio de ser liberado por el equipo. Los Lions se negaron, y dijeron que le darìan de vuelta la bienvenida a Sanders al equipo; de otra manera, honrarìan su anunciado retiro. El agente de Sanders David Ware presionó al equipo para negociar con su cliente. Sin embargo, ha sido una práctica de hace mucho tiempo de los Lions el no acomodar peticiones venta de jugadores, y otros equipos se mostraron reacios a discutir con Sanders mientras que estaba aún bajo contrato.
Varios años después de su retiro, con repetidas negativas para discutir lo repentino que fue, Sanders finalmente admitió que la cultura perdedora en la organización de los Lions era mucho para tratar con ella, incluso aunque dijo que aún podía jugar y que Detroit había alcanzado los playoffs en cinco de sus diez temporadas. Los Lions tuvieron un récord de 5-11 en la temporada previa a su retiro. Él explicó que lo privó de su espíritu competitivo, y no vio razón para creer que las cosas iban a mejorar. Cuando Detroit adquirió al quarterback Charlie Batch en la segunda ronda del draft de 1998 y se volvió aparente que Batch sería el titular de tiempo completo de Detroit la siguiente temporada, Sanders pareció poco dispuesto a aceptar otro cambio en el aparentemente interminable carrusel de los Lions de quarterbacks y filosofías ofensivas. Él había dejado también constancia al criticar a los directivos de Detroit (más notablemente a Chuck Schmidt) por librar al centro jugador del Pro Bowl Kevin Glover por motivos de tope salarial; Glover era un amigo cercano de Sanders. Señaló que había lágrimas en sus ojos cuando los Lions perdieron en la postemporada con Tampa Bay en 1998, debido a que sabía que nuca iba a jugar otro juego de postemporada para Detroit. "I sobbed for 3 months" (sollocé por 3 meses), dijo Sanders. Es creído por algunos que el mismo Bobby Ross podría haber sido de hecho la razón por su temprano retiro. Sanders, sin embargo, desacreditó esta teoría en su autobiografía Barry Sanders: Now You See Him, donde escribió que Ross no tuvo nada que ver con su renuncia y de hecho lo alabó como un gran entrenador en jefe.

## Vida personal
El hijo de Sanders, Barry J. Sanders, se inscribió con Stanford para la temporada de fútbol universitario 2012-2013 después de una carrera en preparatoria altamente exitosa: como estudiante de primer año en 2008, el hijo de Sanders corrió para 742 yardas y doce touchdowns mientras ayudaba a la Heritage Hall School a llegar al título estatal de 2008 Oklahoma 2A, y fue el único estudiante de segundo año en el equipo all-state 2009 de Tulsa World.

## Récords

### Universitario
- Impuso 34 récords de la NCAA.
- Impuso el récord colegial nacional por acarreo para una sola temporada con 2628 yardas en 1988.
- En 1988, Sanders ganó el Trofeo Heisman mientras asistía a la Oklahoma State University.
- En 2008, Sanders fue clasificado #2 en la lista de ESPN del Top 25 de Mejores Jugadores del Fútbol Americano Universitario de todos los tiempos.

### Profesional
- En el draft de la NFL de 1989, fue seleccionado en la primera ronda (tercera selección global) por los Detroit Lions.
- Como receptor, Sanders tuvo 352 recepciones para 2921 yardas y 10 touchdowns para los Detroit Lions.
- Sanders lideró la NFL en yardas por tierra cuatro veces: 1990, 1994, 1996, y 1997.
- Mayor cantidad de temporadas con 1100 o más yardas por tierra (10), empatado con Walter Payton.
- Mayor cantidad de temporadas consecutivas con 1100 o más yardas por tierra (10).
- Mayor cantidad de temporadas con 1300 o más yardas por tierra (9), empatado con Walter Payton.
- Mayor cantidad de temporadas con 1400 o más yardas por tierra (7).
- Mayor cantidad de temporadas consecutivas con 1400 o más yardas por tierra (5), empatado con Emmitt Smith, 1991–1995.
- Mayor cantidad de temporadas con 1500 o más yardas por tierra (5).
- Mayor cantidad de temporadas consecutivas con 1500 o más yardas por tierra (4).
- En 1997, impuso un récord de la NFL al correr para al menos 100 yardas en 14 juegos consecutivos y se volvió el tercer jugador en alcanzar las 2000 yardas en una sola temporada. Compartió el premio al JMV de la NFL con Brett Favre.
- Durante los 14 juegos finales de la temporada 1997, Sanders corrió para exactamente 2000 yardas en 310 acarreos (6.5 yd./acarreo), comparable con la marca de O.J. Simpson de 14 juegos de 2003 yardas en 332 acarreos (6.0 yd./acarreo).
- Cada uno de sus 10 años desde 1989 hasta 1998 fue miembro del primer o el segundo equipo All-Pro y seleccionado para el Pro Bowl.
- Corrió para al menos 100 yardas en 76 juegos, cerca de los 77 juegos de Walter Payton y los 78 juegos de Emmitt Smith.
- Récord de la NFL de 25 juegos en los cuales Sanders corrió para 150 yardas o más. Jim Brown es segundo con 22 juegos.
- Récord de la NFL de 46 juegos en los cuales tuvo 150 yardas desde la línea de scrimmage o más. Walter Payton es segundo con 45.
- 15 acarreos para touchdown de 50 yardas o más en su carrera, el mayor en la historia de la NFL. Jim Brown es segundo con 12.
- Al momento de su retiro, las 15269 yardas por acarreo que consiguió lo pusieron en segundo lugar detrás de las 16726 yardas de Walter Payton. Al ritmo anual de yardaje que mantenía entonces Sanders, hubiera eclipsado a Payton dentro de uno o dos años. Payton murió de cáncer de hígado a los 45 años, justo meses del repentino retiro de Sanders.
- Sus 18190 yardas desde la línea de scrimmage lo colocan en el sexto lugar de la lista de todos los tiempos.
- Su promedio de 5.0 yardas por intento de acarreo (con un mínimo de 1500 intentos) es el segundo de todos los tiempos para running backs. Jim Brown es el primero con un promedio de carrera de 5.2 yardas.
- Su promedio de yardas terrestres por juego de 99.8 yardas es el segundo en la historia de la NFL únicamente detrás del promedio de Jim Brown de 104.3 yardas por juego.
- En 1999, fue clasificado como el número 12 en la lista de The Sporting News' de los 100 Mejores Jugadores de Fútbol Americano, donde fue el jugador mejor colocado de los Lions y el tercer mejor de los running back, detrás de Jim Brown y Walter Payton.
- El 31 de enero de 2004, fue elegido para el Salón de la Fama del Fútbol Americano Profesional.
- El 8 de agosto de 2004, fue inducido al Salón de la Fama junto con Bob Brown, Carl Eller, y John Elway.
- Sanders también tiene el récord de la NFL para la mayor cantidad de acarreos con yardaje negativo. De acuerdo al SI Book of Football, estos números totalizaron 336 acarreos para -952 yardas.

## Estadísticas de carrera

### Temporada regular
| Año-Edad                  | Corriendo  | Corriendo  | Corriendo | Corriendo |  | Recibiendo | Recibiendo | Recibiendo | Recibiendo |  | Total      | Total     |
| Año-Edad                  | Intentos   | Yds        | Prom      | TD        |  | Rec        | Yds        | Prom       | TD         |  | Yds        | TD        |
| ------------------------- | ---------- | ---------- | --------- | --------- |  | ---------- | ---------- | ---------- | ---------- |  | ---------- | --------- |
| 1989 - 21                 | 280        | 1470²      | 5.3       | 142†      |  | 24         | 282        | 11.8       | 0          |  | 1752³      | 14        |
| 1990 - 22                 | 255        | 1304¹      | 5.1       | 13³       |  | 36         | 480        | 13.3       | 3          |  | 1784²      | 16¹       |
| 1991 - 23                 | 342²       | 1548²      | 4.5       | 16¹       |  | 41         | 307        | 7.5        | 1          |  | 1855²      | 17¹       |
| 1992 - 24                 | 3123†      | 1352       | 4.3       | 9         |  | 29         | 225        | 7.8        | 1          |  | 1577       | 10        |
| 1993 - 25                 | 243        | 1115       | 4.6       | 3         |  | 36         | 205        | 5.7        | 0          |  | 1320       | 3         |
| 1994 - 26                 | 331        | 1883¹      | 5.7       | 7         |  | 44         | 283        | 6.4        | 1          |  | 2166¹      | 8         |
| 1995 - 27                 | 314        | 1500²      | 4.8       | 11        |  | 48         | 398        | 8.3        | 1          |  | 1898²      | 12        |
| 1996 - 28                 | 307        | 1553¹      | 5.1       | 11        |  | 24         | 147        | 6.1        | 0          |  | 1700³      | 11        |
| 1997 - 29                 | 335        | 2053¹      | 6.1       | 113†      |  | 33         | 305        | 9.2        | 3          |  | 2358¹      | 14³       |
| 1998 - 30                 | 343        | 1491       | 4.3       | 4         |  | 37         | 289        | 7.8        | 0          |  | 1780       | 4         |
| Total (todos los tiempos) | 3,062 (4o) | 15269 (3o) | 5.0       | 99 (8o)   |  | 352        | 2921       | 8.3        | 10         |  | 18190 (4o) | 109 (10o) |